# لیورا دینا
لیورا دینا (انگلیسی: Leora Dana؛ ۱ آوریل ۱۹۲۳ – ۱۳ دسامبر ۱۹۸۳) بازیگر اهل ایالات متحده آمریکا بود. وی دانش‌آموختۀ کالج بارنارد و آکادمی سلطنتی هنرهای دراماتیک بود.
خواهر او دوریس دینا هم بازیگر بود.
از فیلم‌ها یا برنامه‌های تلویزیونی که وی در آن نقش داشته است، می‌توان به ۱۰ به یوما، دره پادشاهان، گروه و پولیانا اشاره کرد.